# Swiss Metadatabase of Religious Affiliation in Europe
Die Swiss Metadatabase of Religious Affiliation in Europe (SMRE) ist eine religionssoziologische Metadatenbank, in der verschiedene Datensätze zur Religionszugehörigkeit für alle Länder Europas gesammelt, gewichtet, ihre Ergebnisse kritisch ausgewertet und dann zusammengefasst wurden.
Das vom Schweizerischen Nationalfonds geförderte Projekt zur Erstellung der Datenbank wurde an der Universität Luzern unter der Leitung von Antonius Liedhegener und Anastas Odermatt von 2015 bis 2018 durchgeführt. Ziel war die Schaffung einer Datenbank, in der die verschiedenen vorliegenden Daten länderspezifisch erfasst, hinsichtlich ihrer Herkunft, Struktur und Qualität analysiert und auf dieser Datenbasis verlässliche Daten zur Religionszugehörigkeit der Bevölkerung Europas vorgelegt werden. Während des Projektzeitraums wurde ermöglicht, dass noch nicht erfasste Datensätze von Forschern verschiedener Länder beigetragen werden können. Religionssoziologische Daten liegen einerseits weit verstreut und andererseits in unterschiedlicher Qualität vor. Erfasst wurden Datensätze von 2006 bis 2015.
Da in einigen Staaten Europas die Religionszugehörigkeit nicht mehr in Volkszählungen erfasst werden, stehen zum Teil nur Daten aus Umfragen zur Verfügung. Alle Daten stehen „technisch/didaktisch ungewöhnlich gut aufbereitet zur Verfügung“.